# Rawalsar
Rawalsar è una suddivisione dell'India, classificata come nagar panchayat, di 1.369 abitanti, situata nel distretto di Mandi, nello stato federato dell'Himachal Pradesh. In base al numero di abitanti la città rientra nella classe VI (meno di 5.000 persone).

## Geografia fisica
La città è situata a 31° 38' 10 N e 76° 49' 48 E.

## Società

### Evoluzione demografica
Al censimento del 2001 la popolazione di Rawalsar assommava a 1.369 persone, delle quali 737 maschi e 632 femmine. I bambini di età inferiore o uguale ai sei anni assommavano a 164, dei quali 96 maschi e 68 femmine. Infine, coloro che erano in grado di saper almeno leggere e scrivere erano 1.035, dei quali 576 maschi e 459 femmine.

## Galleria d'immagini

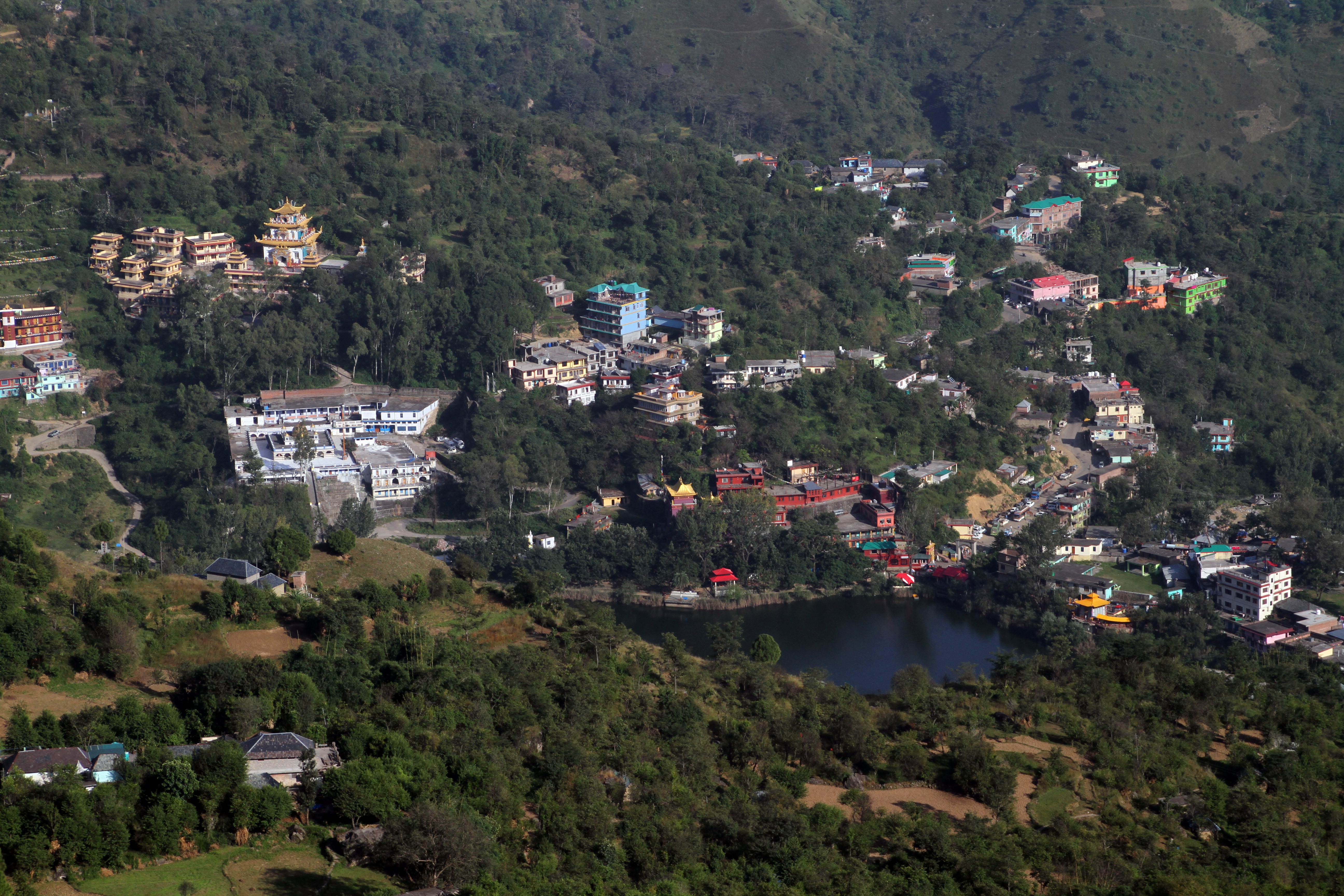
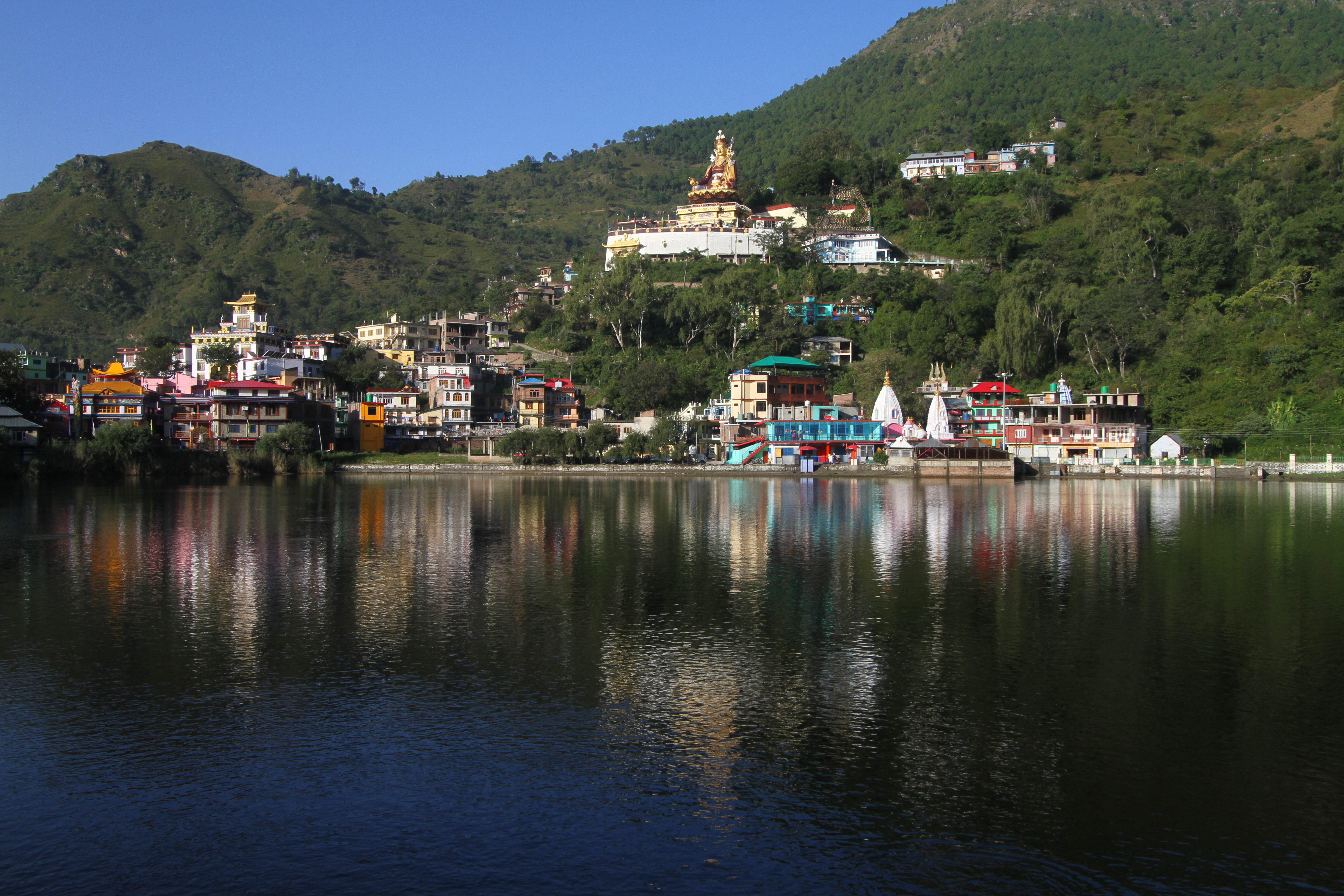
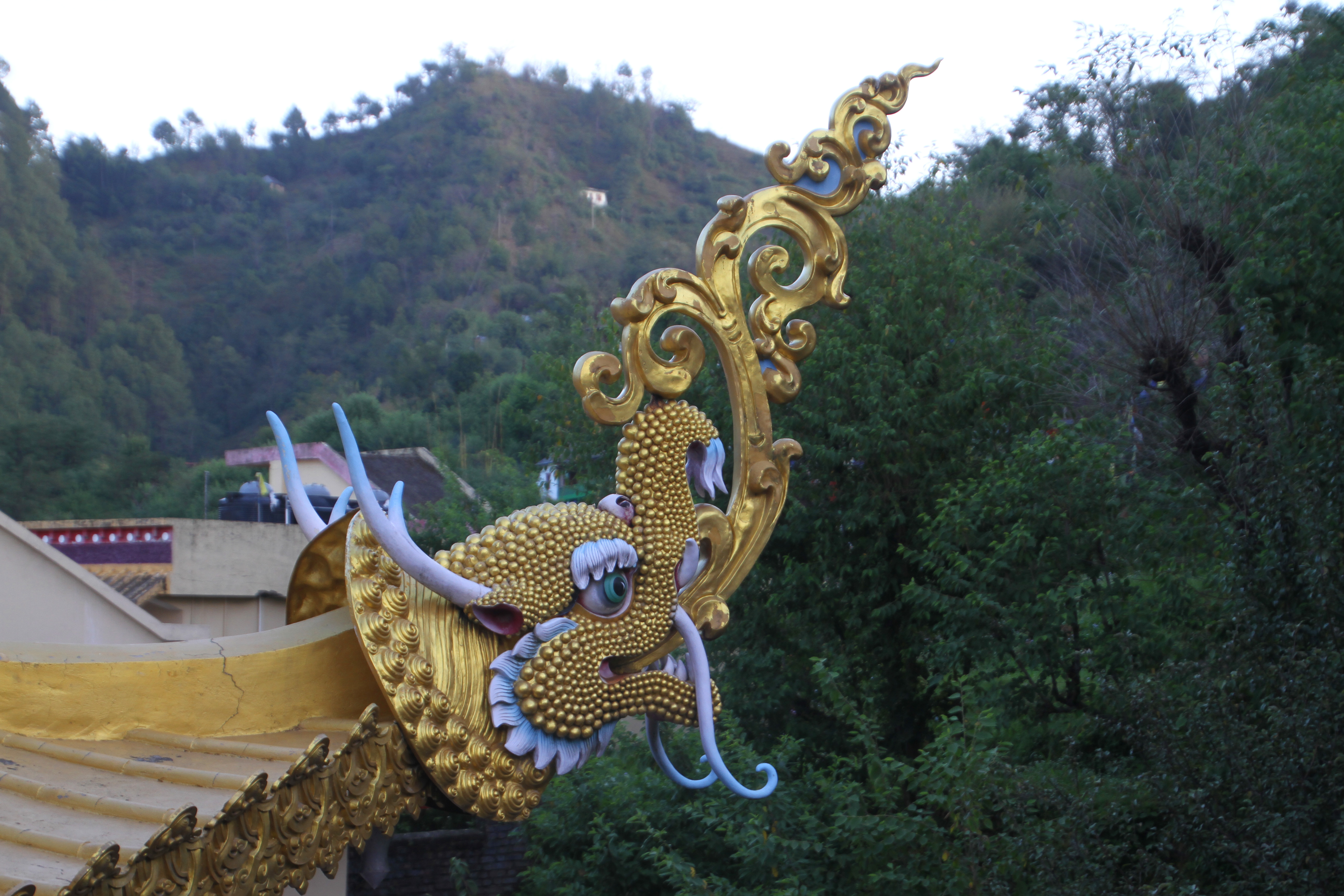
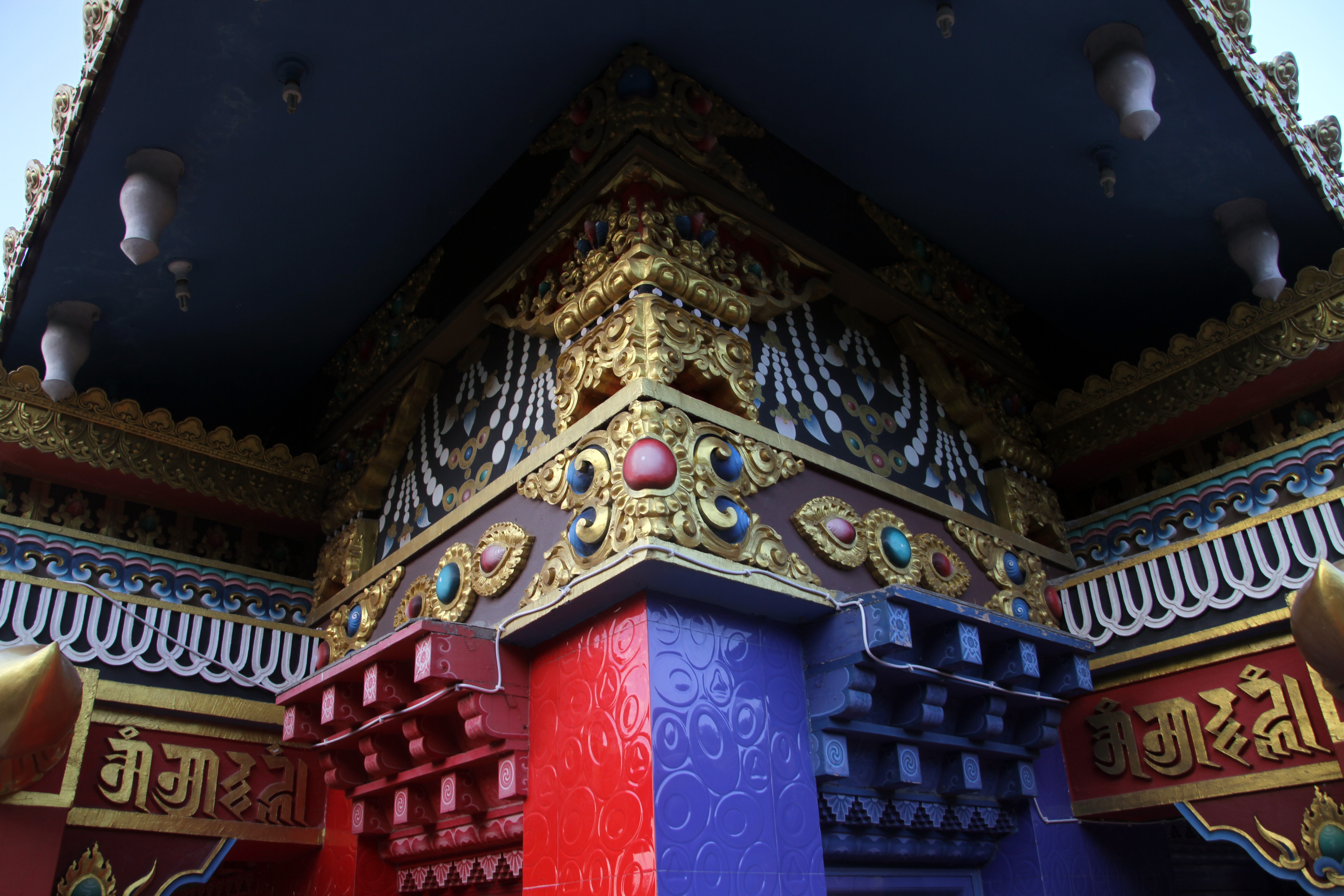
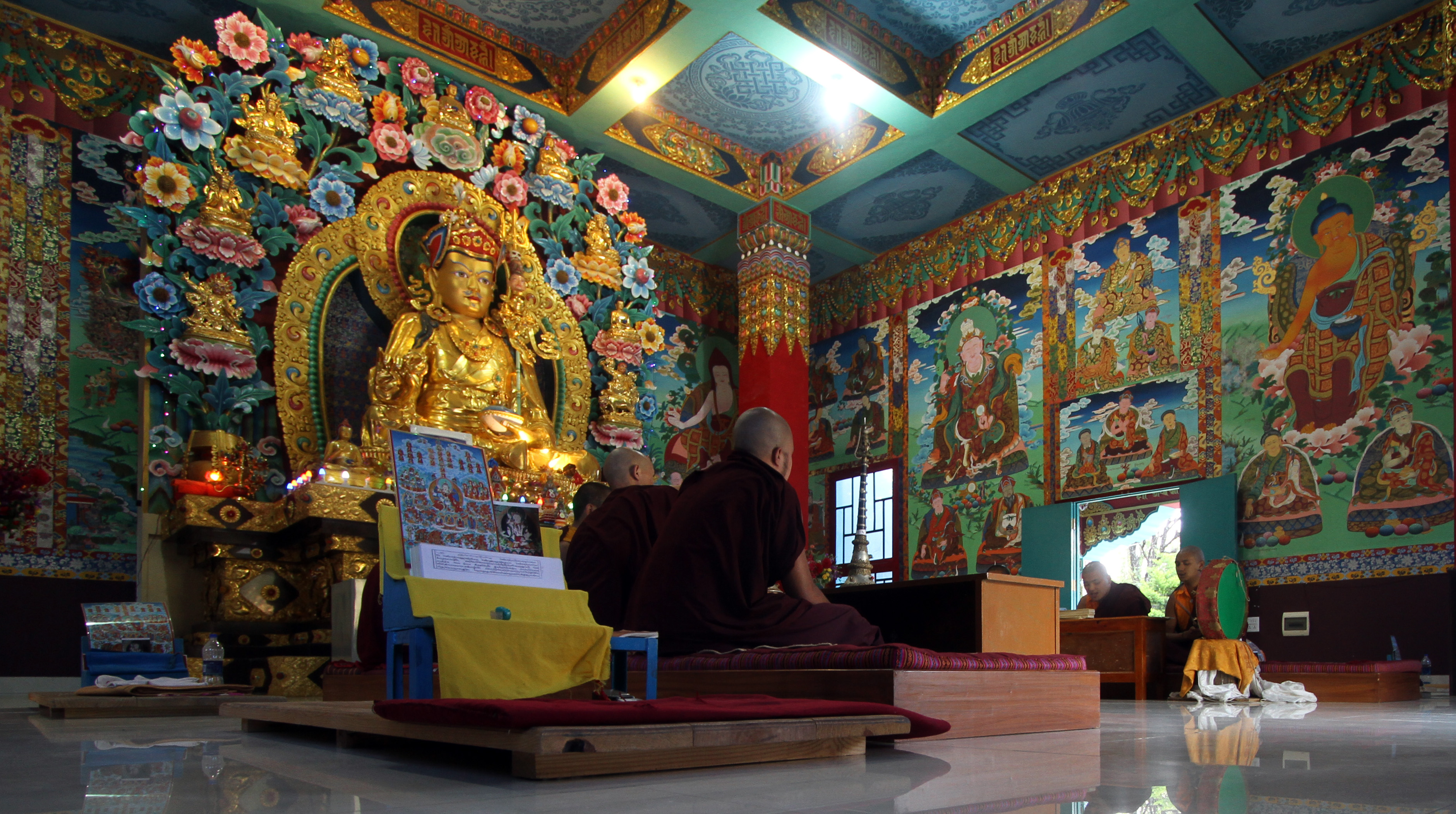
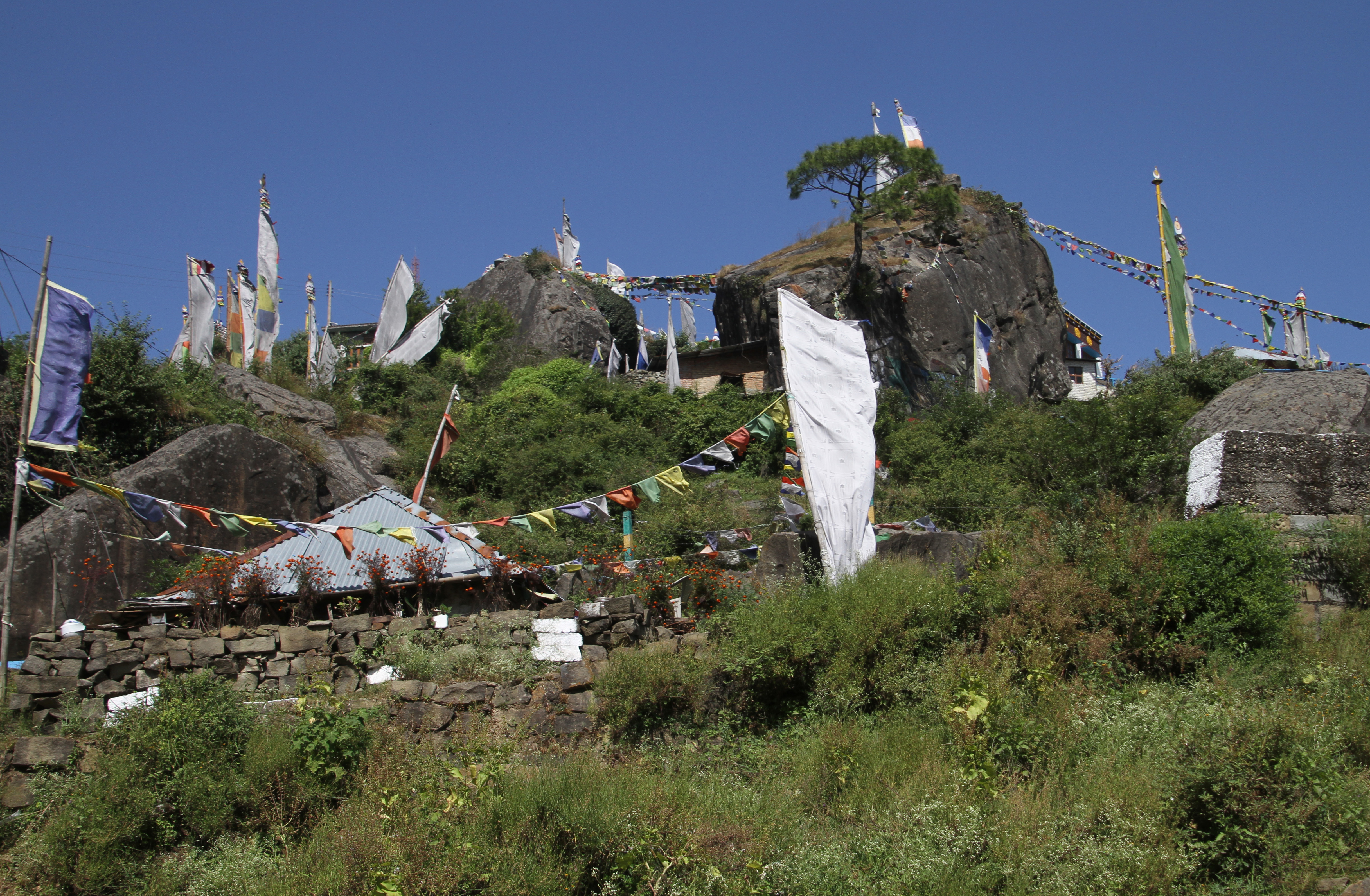
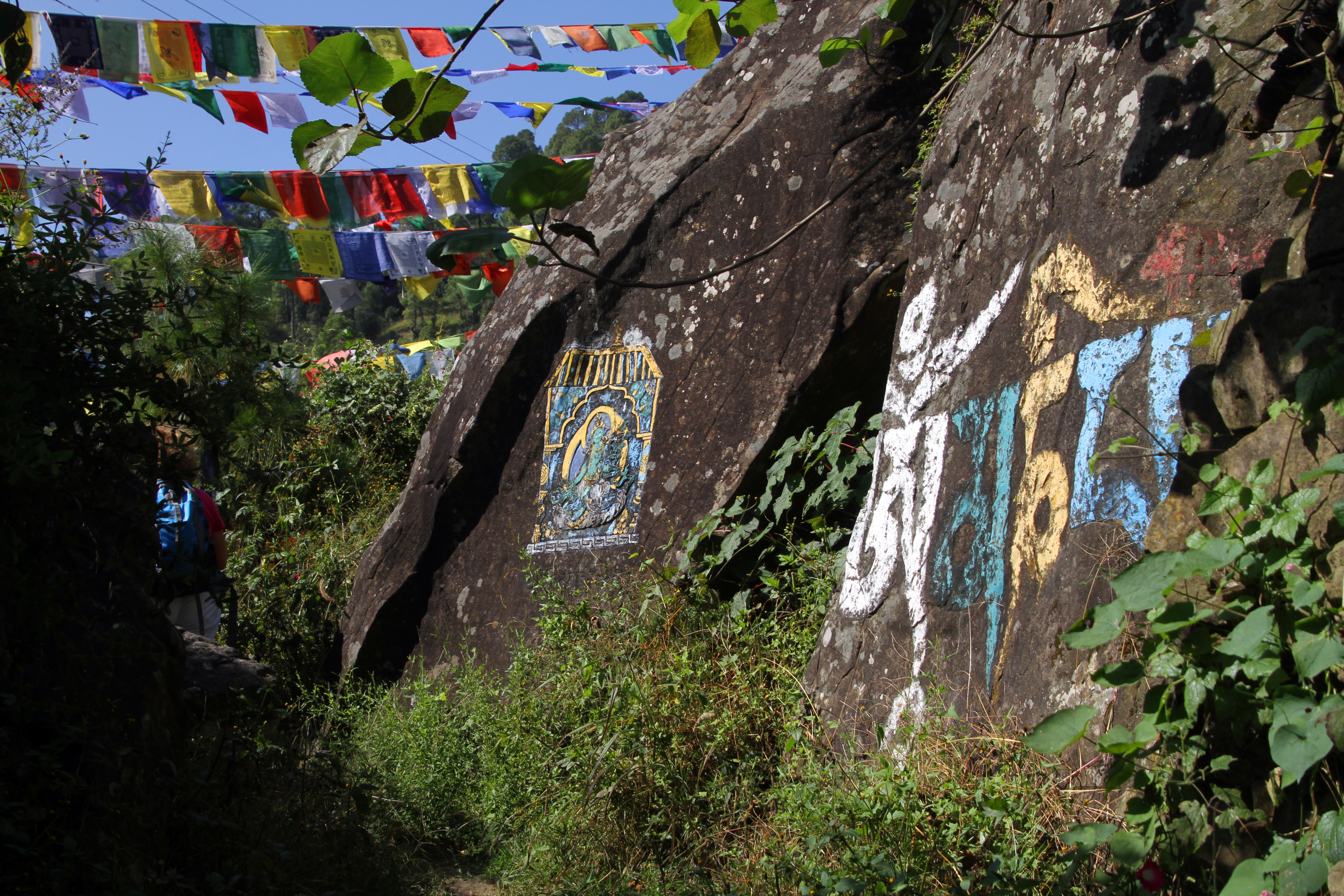
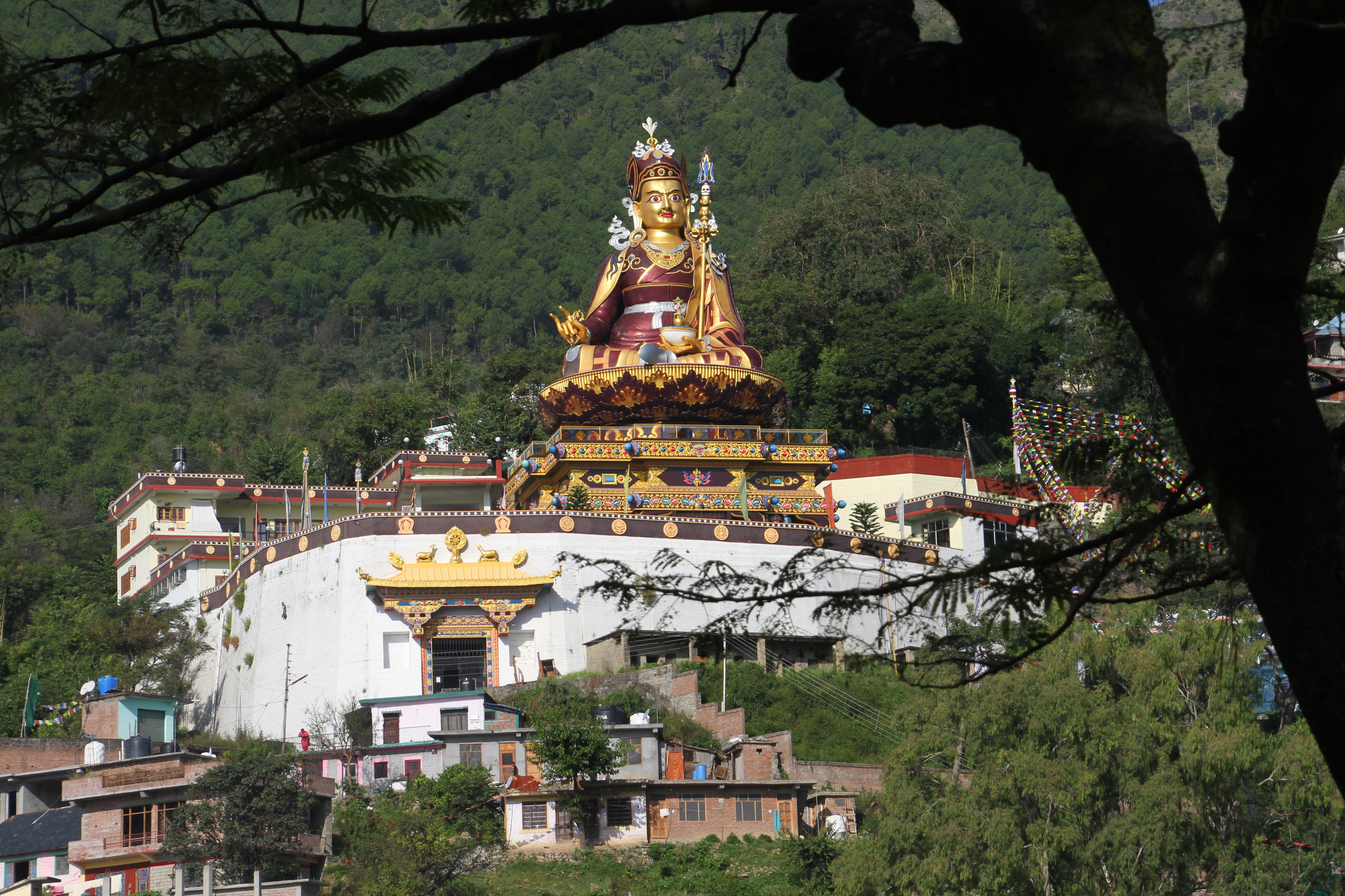
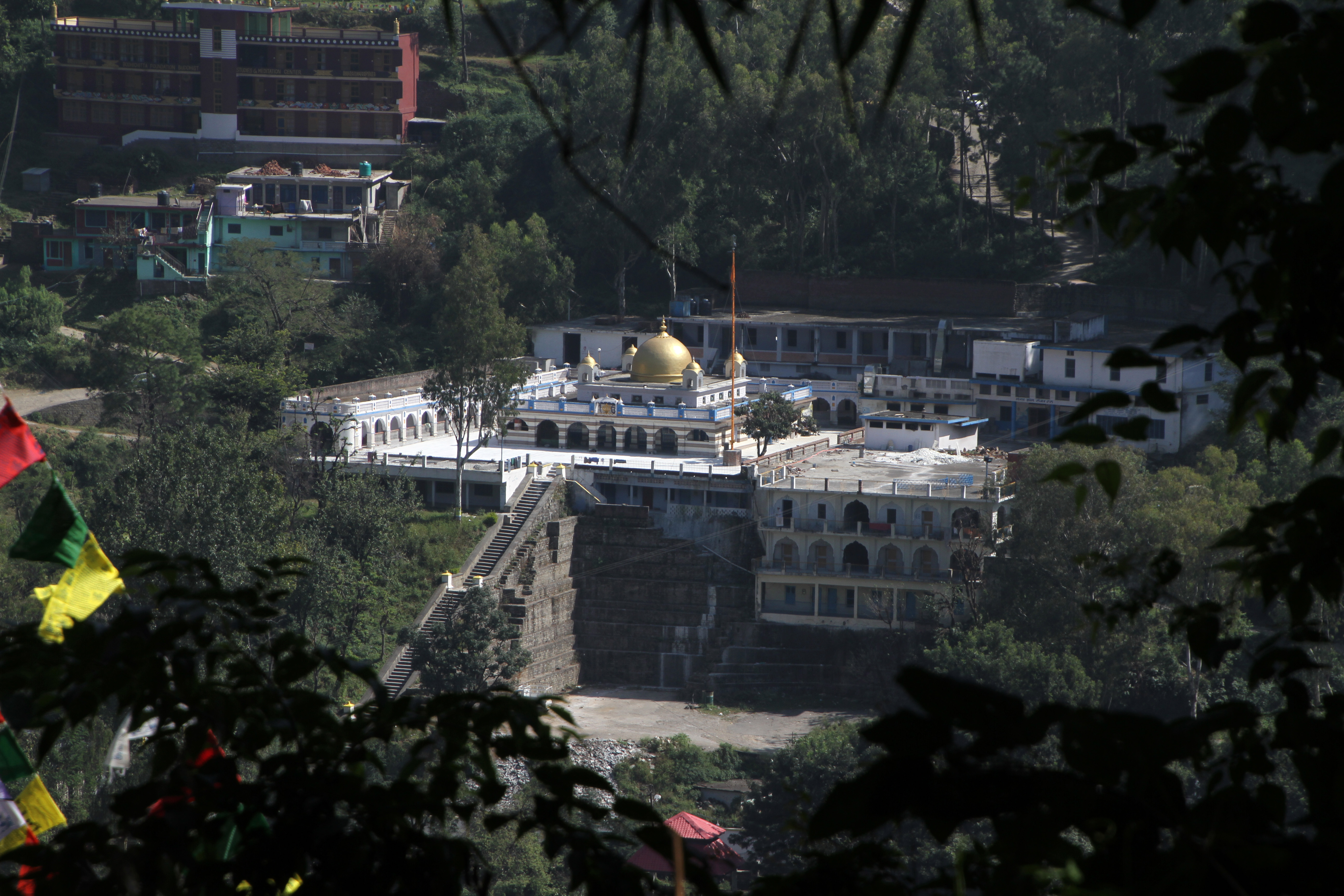